# Arthur (televíziós sorozat)
Az Arthur kanadai–amerikai televíziós rajzfilmsorozat. A sorozatot 1996. október 7-től Kanadában és Amerikában a PBS tűzte műsorra, Magyarországon korábban az M1, később a Minimax adta le és ismétli.

## Ismertető
A sorozat főhőse Arthur, aki egy 8 éves, szemüveges földimalac. Arthur kérdései, problémái, kalandjai, vágyai pontosan egyeznek egy körülbelül ugyanannyi éves lurkóéval. A sorozatból az is kiderül, mit szól Arthur a vadonatúj szemüvegéhez, mi van akkor, amikor a suli legrettegettebb tanára lesz az osztályfőnök, vagy milyen küzdelem során sikerül elérnie azt, hogy a szülei jól elfogadhatónak gondolják, hogy saját kisállata legyen, amit eltarthat otthon. Egy tuti, hogy Arthur megküzd a leckékkel, még akkor is, ha a szörnyű Tibble ikrekre kell felügyelnie, ami szigorúbb feladatnak tűnik, mint a maraton lefutása.

## Szereplők
- Arthur Timothy Read
- Dora Winifred "D. W." Read (Hugica) – Arthur idősebbik húga
- Kate Read – Arthur fiatalabbik húga˙
- David Read – Arthur apja, szakács
- Jane Read – Arthur anyja, könyvelőnő
- Buster Baxter – Arthur legjobb barátja
- Mary Alice "Muffy" Crosswire – Arthur barátja
- Francine Alice Frensky – Arthur barátja, zsidó vallású
- Nigel Ratburn – Arthur osztályfőnöke, homoszexuális

## Magyar hangok
- Arthur Read – Baráth István
- Hugica (D.W. Read) – Molnár Ilona
- Buster Baxter – Morvay Gábor, Karácsonyi Zoltán
- Francine Frensky – Csondor Kata
- David Read – Harmath Imre
- Jane Read – Szórádi Erika
- Nigel Ratburn (Mr. Ratburn) – Seder Gábor, Gyurity István
- Binky Barnes – Gubányi György István
- Timmy Tibble – Dene Tamás
- Tommy Tibble – Penke Soma
- Emily – Pekár Adrienn
- James McDonald – Penke Bence
- Molly McDonald  – Szabó Zselyke
- Alan Powers (Brain) – Sági Tímea, Hamvas Dániel
- Mary Alice "Muffy" Crosswire – F. Nagy Erika
- Fern Walters – Koffler Gizi, Csuha Bori
- Sue Ellen – Vennes Emmy, Kántor Kitty
- Prunella Deegan – Adamik Viktória
- George Lundgren – Szalay Csongor

## Epizódok

### 1. évad
1. A pápaszem – Francine Frizurája
2. Ratburn tanár úr – Az a fránya helyesírás
3. Hugica csurom vizes lesz – Buster dínó dilemmája
4. Hugi kitalált barátja – A könyvtári könyv
5. Kutya kunyera – Utánozás majomszokás
6. A könyvtár rabjai – A gyanú árnyéka
7. Arthur táborba megy – Buster osztályzata
8. Arthur új kiskutyája – Arthur visszatáncol
9. A bébicsőszök gyöngye – Pokoli pereputty
10. Arthur születésnapja – Francine Frensky a szupersztár
11. Arthurnak kistesója születik – Huginak kistesója születik
12. Arthur története – Ebugatta kiskutya
13. Isten veled Csőri – Buster új barátja
14. Talált süllyedt – Vigyázat, csalok
15. Arthur nyaral – Dave nagypapa farmja
16. Arthur és a müzliverseny – Hugica forog
17. Francine a tündér – Arthur, a nagy buggantó
18. Arthur bárányhimlős – Ebcsont beforr
19. Hugi kerekezik – Arthur és a csapatmunka
20. Egy majdnem unalmas nap – A sületlen sütemény
21. Isten hozott Sue Ellen – A tökéletes fivér
22. Hugi hűhója – Egységben az erő
23. A Binky elhárító krízisterv – A baljós
24. Fogas kérdés – Hugi eltéved
25. Hugica nagy napja – Arthur takarít
26. Apukám a kukásember – Szegény Muffy
27. Hugica pokróca – Arthur és a helyettesítő tanárok
28. Költő vagyok – A becsináltok klub
29. Klubok és szabályok – Az ellopott bicikli
30. Az első éjszakai sátorozás – Arthur szilvesztere

### 2. évad
1. Arthur esete Mr. Rogerssal – Rajzolj!
2. Binky Barnes a műértő
3. Hugica, a válogatós – Buster és a fenegyerekek
4. Arthur filmet készít – Mars a szobádba, ifjú hölgy!
5. Az alsónadrág – Francine Frensky, az olimpiai bajnok
6. Buster visszatér
7. Arthur TV mentes hete – Az éjszakai frász
8. Arthur és a zongora párharca – A nagy durranás
9. Eltűnt! – Egy túl rövid nyár
10. Hugica Washingtonba megy – A rejtélyes boríték
11. Hugica őz barátja – Buster legyőzi könyvutálatát
12. Arthur távoli barátja – Arthur és a társastánc
13. Brian és a víz – Arthurnak nincs humora
14. Sue Ellen elveszti a naplóját – Arthur térde
15. Thora nagyi nagy napja – Fern házibulija
16. Muffy szerelmes levelei
17. Francine a lakberendező
18. Artúr és a pénzsóvár forgalomirányító
19. Hugica gúnyolódik
20. Ez van sütik

### 3. évad hugica begyulla/hugica egyedul olvas
Az első 4 epizód megtalálható "A kihívás" című magyar DVD sorozatban is:
1. Arthur és a találós kérdések – A kihívás
2. A gyerekek a Földről, a szülők a Plutóról jönnek – Bűntudat
3. Nem nagy agy – A parti-buli
4. A világrekord – A barlang
5. A tetűjárvány – Te vagy Arthur
6. A választás – Francine háborúja
7. Álmatlanság – Macskamodor
8. A Mary Muú Bocishow vége – Bitzi udvarlója
9. Mesés édességek – A kincskeresők
10. Családi viszály – Muffy és a nagylányok

### 6. évad
1. Virtuális liba-galiba
2. Arthur eljátssza az esélyeit – Buster édes győzelme
3. Prunella különleges kiadása – A babák és a kutyák titkos élete
4. Muffy gólja – Van kölcsönbe egy klarinétod?
5. A fiú, aki üstököst kiáltott – Az ecuadori szomszédok
6. Frensky fájdalmas fotói – Hugica hátizsákja
7. A fiú, aki a fellegekben jár – Többet
8. A rímálom – Akiért a csengő szól
9. Sportszerűség – Arthur szerelmes
10. Arthur begolyózik – Péntek 13

### 7. évad
1. A betolakodó – Miért tűnnek el a zoknik?
2. Francines kettészakad – Muffy a nagyvárosban
3. Arthur hangyákkal pancsol – Ne kérdezd Muffy-t
4. Az igazmondó ikrek – A várakozás
5. Elwood város 100 éves!
6. Tessék, tessék az autót! – Jenna esti félelme
7. Hugica időzavarban – Buster amish melléfogása
8. A holnap világa – Házi segítség
9. Prunella lát – A hógolyó visszatér
10. Április 9.

### 13. évad
1. Soha, soha, soha – Utat a bicikliknek
2. Ez kóser? – A családi esték csődje
3. Hugica netcicája – Sej, haj, denevér
4. Tartozom neked – Ajándékozás
5. A művészet ára – Hugica úszik, mint a hal
6. Hamar a madarak – A giliszták háborúja
7. Éppen itt – Buster krónikája
8. Elveszett paradicsom – A némasági fogadalom
9. Briant megtréfálják – Rémálmok
10. A cseresznyefa – Társközvetítők
11. Hiszel a varázslatban? – Otthon édes otthon
12. Prunella és a kiábrándító befejezés – Prunella és az elátkozott szekrény
13. Fern üdvözletei – Csak semmi színészkedés
14. A jó, a rossz és Binky – A hónap tanulója
15. A titkos sziget – Szupernova titkos eredete
16. Mei Lin nagy lépést tesz – Az áramszünet
17. A tökéletes meccs – Hugica bundás barátja
18. A nagy MacGrady
19. Wu mester – George és a kirakójáték
20. Bonnie nyomában – Lakewood büszkesége

### 14. évad
1. Kövesd a pattogó labdát – Buster Baxter és a palackposta
2. Tizenegy perc alatt a Föld körül – Muffy rettenetes blogja
3. Hadd fogjam a kezedet – Füttyök a szélben
4. A becenevek – A játék az játék
5. Buster gyászos kertje – Szemüvegen át
6. Arthur varázsol – Divatmánia
7. S.T.R.E.S.S.Z. – Enni, vagy nem enni
8. Muffy könyvklubja – A legjobb ellenségek
9. A másmilyen ügynök – Hugica esküvője
10. Díjbaj – Hová tűnt az inas... mi?
11. Groteszken zord nyuszi meséi – Kedvencek kisfilmen
12. Kerekes kosaras – A Buster beszámoló
13. Ilyen Afrika – Hugica, a visszavágás mestere
14. Buster az űrbe indul – Hosszú az út hazáig
15. Buster titkos imádója – Bárányország utolsó királya
16. Tizenöt
17. Mit rejt a tanári? – Pénztelenül
18. Dédnagyapa emlékező könyve – Tele kocsi tele zűrrel
19. Falafelozófia – A nagy szöszláz
20. Mit rejthet egy név? – Prunella, a gyűjtögető

### Különkiadások
- Arthur – Csak a zene kell! (Arthur – It's Only Rock n' Roll!)
- Arthur tökéletes karácsonya